# Crash Landing
Crash Landing – kompilacja nagrań studyjnych Jimiego Hendrixa, pierwsza wyprodukowana przez producenta Alana Douglasa. Wokół płyty narosło wiele kontrowersji, ponieważ Douglas, mając niedokończone i uszkodzone nagrania Hendrixa, postanowił wyciąć fragmenty złej jakości, zastępując je zupełnie nowymi partiami, nagranymi przez anonimowych muzyków sesyjnych. Wielu fanów i krytyków muzycznych odczuwa niechęć do tej pozycji. Douglas uważał siebie za współtwórcę pięciu z ośmiu utworów. Crash Landing mimo kontrowersji okazała się wielkim sukcesem, zajęła 5. miejsce w USA i 35. w Wielkiej Brytanii co było najlepszym wynikiem od ukazania się albumu The Cry of Love.

## Lista utworów
Autorem wszystkich utworów jest Jimi Hendrix oprócz „Somewhere Over The Rainbow”, będącej instrumentalnymi wariacjami wokół słynnej piosenki Over the Rainbow z 1939 roku. (Alan Douglas uważał się za współtwórcę 5 utworów.)
| Strona A | Strona A                     | Strona A |
| Nr       | Tytuł utworu                 | Długość  |
| -------- | ---------------------------- | -------- |
| 1.       | „Message to Love”            | 3:14     |
| 2.       | „Somewhere Over the Rainbow” | 3:30     |
| 3.       | „Crash Landing”              | 4:14     |
| 4.       | „Come Down Hard on Me”       | 3:16     |
|          |                              | 14:14    |

| Strona B | Strona B               | Strona B |
| Nr       | Tytuł utworu           | Długość  |
| -------- | ---------------------- | -------- |
| 1.       | „Peace in Mississippi” | 4:21     |
| 2.       | „With the Power”       | 3:28     |
| 3.       | „Three Little Bears”   | 4:16     |
| 4.       | „Stone Free Again”     | 3:25     |
| 5.       | „Captain Coconut”      | 4:06     |
|          |                        | 19:36    |

## Artyści nagrywający płytę (tylko wykorzystane ścieżki)
- Jimi Hendrix – gitara, śpiew,
- Buddy Miles – perkusja – A1, B2, śpiew towarzyszący A1, B2
- Billy Cox – gitara basowa – A1, B2, B4, śpiew towarzyszący A1, B2
- Noel Redding – śpiew towarzyszący – B3
- Juma Sultan – instrumenty perkusyjne – A1

### Muzycy sesyjni
- Jimmy Maeulen – instrumenty perkusyjne – A1, A3, B1, B2, B3, B4
- Jeff Mironov – gitara – A2, A3, A4, B1, B3
- Alan Schwartzberg – perkusja A2, A3, A4, B1, B3, B4
- Bob Babbitt – gitara basowa – A2, A3, A4, B1, B3
- Linda November – śpiew towarzyszący – A3
- Vivian Cherry – śpiew towarzyszący – A3
- Barbara Massey – śpiew towarzyszący – A3